# Periplaneta regina
Periplaneta regina es una especie de cucaracha, un insecto blatodeo de la familia Blattidae.

## Taxonomía
Fue descrito por primera vez en 1864 por Saussure. 